# Pteropus
Pteropus är det artrikaste släktet i familjen flyghundar. Till släktet räknas minst 60 arter, däribland de största fladdermössen som förekommer i världen. De lever i tropiska och subtropiska delar av Asien (inklusive den indiska subkontinenten) och Australien samt på flera afrikanska öar (men inte på Afrikas fastland). De hittas även på flera öar i Indiska oceanen och Stilla havet.
Det svenska trivialnamnet egentliga flyghundar förekommer för släktet.

## Utseende
Arten kalong (Pteropus vampyrus) nämns ofta som den största arten i släktet, men även andra arter blir lika stora, i alla fall vid några mätningar. Kalongen når en vingspann av 1,5 meter och fem undersökta individer hade en vikt mellan 0,65 och 1,1 kg. Det registrerades även tyngre individer som vägde 1,6 kg och 1,45 kg för arterna badul (Pteropus giganteus) respektive Pteropus neohibernicus. Arten Pteropus melanopogon är mycket kompakt och har kanske en ännu större vikt men pålitlig data saknas. Utanför släktet Pteropus är det bara arten Acerodon jubatus som når liknande storlek.
De flesta andra arterna är däremot mindre och når sällan en vikt över 600 gram. De minsta är Pteropus personatus, Pteropus temminckii, Pteropus tokudae och Pteropus woodfordi som alla blir upp till 170 gram tunga.
På underullen bär arterna en lång päls som är silkeslen. Pälsens färg är huvudsakligen brun- till gråaktig och vid skuldran ofta gulaktig. Huvudet påminner med sina korta öron och sina stora ögon om rävarnas huvud och därför kallas några arter "flygande rävar". Honor har ett par spenar som ligger vid bröstet. Vid fötterna finns skarpa böjda klor.

## Ekologi
Arterna vistas vanligen i fuktiga skogar eller träskmarker. De vilar i höga träd och flyger alltid en viss sträcka till platserna där de hittar födan. Stora arter kan flyga 60 km per natt/dag, även över havet mellan olika öar eller till närmaste fastland.
Vid viloplatsen bildar individerna flockar eller kolonier. Antalet individer som vilar tillsammans kan variera mellan några tiotal och några tusental. Ett undantag är arten Pteropus samoënsis som lever i par. Även flockarnas sammansättning varierar. Det finns haremflockar, flockar med flera hannar och honor samt flockar där båda kön utanför parningstiden är skilda från varandra.
Honor av en population föder ungefär samtidig sina ungar. Oftast föds ungarna under våren. Hos några arter, som Pteropus mariannus, kan honor para sig hela året. Allmänt föds bara en unge per kull. Dräktigheten varar 140 till 192 dagar. Ungen håller sig de första veckorna fast i moderns päls och diar modern tre till sex månader. Könsmognaden infaller vanligen i mitten eller vid slutet av andra levnadsåret. Hos Pteropus melanotus är ungar redan efter 6 månader könsmogna. Med människans vård kan individerna leva något över 30 år.

## Arter
Beroende på auktoritet utgörs släktet av 55 till 65 arter. Listan här med 58 arter följer Catalogue of Life.
- Pteropus admiralitatum
- Pteropus aldabrensis
- Pteropus alecto
- Pteropus anetianus
- Pteropus argentatus
- Pteropus brunneus
- Pteropus caniceps
- Pteropus chrysoproctus
- Pteropus conspicillatus
- Pteropus dasymallus
- Pteropus faunulus
- Pteropus fundatus
- Pteropus giganteus
- Pteropus gilliardi
- Pteropus griseus
- Pteropus howensis
- Pteropus hypomelanus
- Pteropus insularis
- Pteropus leucopterus
- Pteropus livingstonii
- Pteropus lombocensis
- Pteropus lylei
- Pteropus macrotis
- Pteropus mahaganus
- Pteropus mariannus
- Pteropus mearnsi
- Pteropus melanopogon
- Pteropus melanotus
- Pteropus molossinus
- Pteropus neohibernicus
- Pteropus niger
- Pteropus nitendiensis
- Pteropus ocularis
- Pteropus ornatus
- Pteropus personatus
- Pteropus phaeocephalus
- Pteropus pilosus
- Pteropus pohlei
- Pteropus poliocephalus
- Pteropus pselaphon
- Pteropus pumilus
- Pteropus rayneri
- Pteropus rodricensis
- Pteropus rufus
- Pteropus samoensis
- Pteropus sanctacrucis
- Pteropus scapulatus
- Pteropus seychellensis
- Pteropus speciosus
- Pteropus subniger
- Pteropus temmincki
- Pteropus tokudae
- Pteropus tonganus
- Pteropus tuberculatus
- Pteropus vampyrus
- Pteropus vetulus
- Pteropus voeltzkowi
- Pteropus woodfordi

Tillkommande arter enligt IUCN:
- Pteropus capistratus
- Pteropus ennisae
- Pteropus loochoensis